# Episodi di Pugwall (seconda stagione)
La seconda stagione della serie televisiva Pugwall è stata trasmessa in anteprima in Australia da Nine Network tra il 18 giugno 1991 e il 9 agosto 1991.
| nº | Titolo originale         | Titolo italiano | Prima TV Australia | Prima TV Italia |
| -- | ------------------------ | --------------- | ------------------ | --------------- |
| 1  | Back to Earth            |                 | 18 giugno 1991     |                 |
| 2  | Goals                    |                 | 19 giugno 1991     |                 |
| 3  | Skeletons                |                 | 20 giugno 1991     |                 |
| 4  | The Hand of Fete         |                 | 21 giugno 1991     |                 |
| 5  | Take the Rap             |                 | 25 giugno 1991     |                 |
| 6  | Five Kids & A Baby       |                 | 26 giugno 1991     |                 |
| 7  | Decibelles               |                 | 27 giugno 1991     |                 |
| 8  | Orange Crush             |                 | 2 luglio 1991      |                 |
| 9  | Rebellion                |                 | 3 luglio 1991      |                 |
| 10 | Christmas Hocking        |                 | 4 luglio 1991      |                 |
| 11 | Heat Rash                |                 | 9 luglio 1991      |                 |
| 12 | Duelling Divas           |                 | 10 luglio 1991     |                 |
| 13 | Breaking Out             |                 | 11 luglio 1991     |                 |
| 14 | The Great Guitar Robbery |                 | 16 luglio 1991     |                 |
| 15 | Home Hits                |                 | 17 luglio 1991     |                 |
| 16 | Struck Oil               |                 | 18 luglio 1991     |                 |
| 17 | Save the World: Part One |                 | 23 luglio 1991     |                 |
| 18 | Save the World: Part Two |                 | 24 luglio 1991     |                 |
| 19 | King of the Paper Round  |                 | 25 luglio 1991     |                 |
| 20 | Mr. Humble               |                 | 30 luglio 1991     |                 |
| 21 | Torture Test             |                 | 31 luglio 1991     |                 |
| 22 | St Valentina's Day       |                 | 1º agosto 1991     |                 |
| 23 | Extra-Terrestrials       |                 | 6 agosto 1991      |                 |
| 24 | Thumbs Up                |                 | 7 agosto 1991      |                 |
| 25 | Organics Incorporated    |                 | 8 agosto 1991      |                 |
| 26 | Go for Gold              |                 | 9 agosto 1991      |                 |